# Corcondray
Corcondray est une commune française située dans le département du Doubs, la région culturelle et historique de Franche-Comté et la région administrative Bourgogne-Franche-Comté.

## Géographie

### Climat
Pour des articles plus généraux, voir Climat de la Bourgogne-Franche-Comté et Climat du Doubs.
En 2010, le climat de la commune est de type climat des marges montargnardes, selon une étude du Centre national de la recherche scientifique s'appuyant sur une série de données couvrant la période 1971-2000. En 2020, Météo-France publie une typologie des climats de la France métropolitaine dans laquelle la commune est exposée à un climat semi-continental et est dans la région climatique  Jura, caractérisée par une forte pluviométrie en toutes saisons (1 000 à 1 500 mm/an), des hivers rigoureux et un ensoleillement médiocre. 
Pour la période 1971-2000, la température annuelle moyenne est de 10,5 °C, avec une amplitude thermique annuelle de 17,4 °C. Le cumul annuel moyen de précipitations est de 1 058 mm, avec 12,7 jours de précipitations en janvier et 9,2 jours en juillet. Pour la période 1991-2020, la température moyenne annuelle observée sur la station météorologique de Météo-France la plus proche, « Dannemarie-sur-Crète », sur la commune de Dannemarie-sur-Crète à 4 km à vol d'oiseau, est de 11,3 °C et le cumul annuel moyen de précipitations est de 1 066,6 mm. 
La température maximale relevée sur cette station est de 39,9 °C, atteinte le 25 juillet 2019 ; la température minimale est de −22 °C, atteinte le 9 janvier 1985,,. 
Les paramètres climatiques de la commune ont été estimés pour le milieu du siècle (2041-2070) selon différents scénarios d'émission de gaz à effet de serre à partir des nouvelles projections climatiques de référence DRIAS-2020. Ils sont consultables sur un site dédié publié par Météo-France en novembre 2022.

## Urbanisme

### Typologie
Au 1er janvier 2024, Corcondray est catégorisée commune rurale à habitat dispersé, selon la nouvelle grille communale de densité à 7 niveaux définie par l'Insee en 2022.
Elle est située hors unité urbaine. Par ailleurs la commune fait partie de l'aire d'attraction de Besançon, dont elle est une commune de la couronne,. Cette aire, qui regroupe 310 communes, est catégorisée dans les aires de 200 000 à moins de 700 000 habitants,.

### Occupation des sols
L'occupation des sols de la commune, telle qu'elle ressort de la base de données européenne d’occupation biophysique des sols Corine Land Cover (CLC), est marquée par l'importance des territoires agricoles (73,2 % en 2018), en diminution par rapport à 1990 (78,6 %). La répartition détaillée en 2018 est la suivante :
prairies (34,2 %), terres arables (22,9 %), forêts (21,4 %), zones agricoles hétérogènes (16,1 %), zones urbanisées (5,4 %). L'évolution de l’occupation des sols de la commune et de ses infrastructures peut être observée sur les différentes représentations cartographiques du territoire : la carte de Cassini (XVIIIe siècle), la carte d'état-major (1820-1866) et les cartes ou photos aériennes de l'IGN pour la période actuelle (1950 à aujourd'hui).

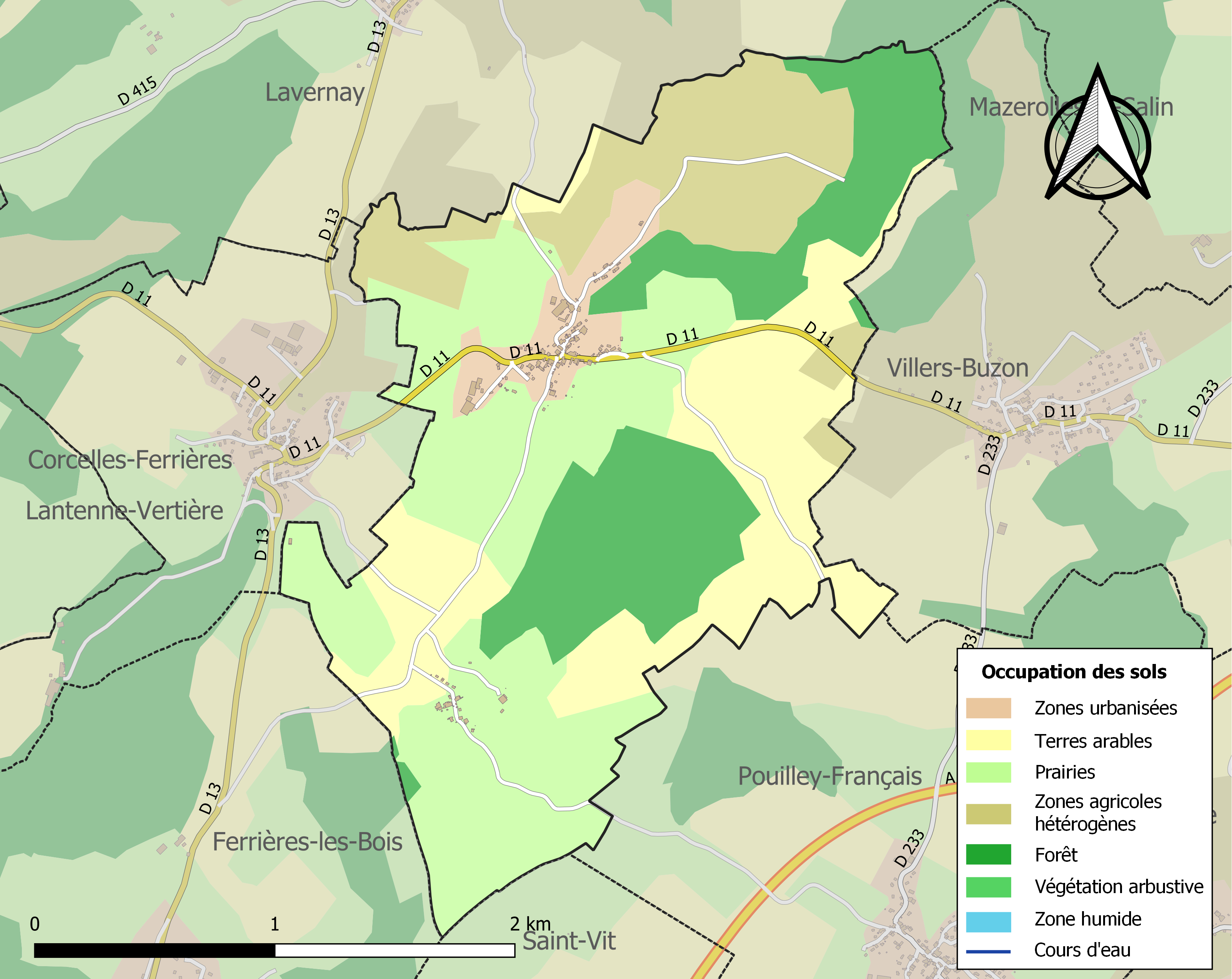
Carte des infrastructures et de l'occupation des sols de la commune en 2018 (CLC).

## Toponymie
Le lieu a été désigné comme Corgundrayo, Corcondre en 1230 ; Corcondray en 1245 ; Corcundray en 1313 ; Corcondray depuis la fin du XIVe siècle.

## Histoire
En 1366 un traité est signé entre la Comtesse de Bourgogne et les Grandes Compagnies, en présence d'Arnaud de Cervole, et dont les troupes ravageaient la région et qui devaient quitter la Comté sous cinq jours moyennant le paiement de milliers de florins[réf. nécessaire].
Au début du XIVe siècle, avec Jean de Corcondray, écolâtre, puis doyen du chapitre métropolitain pendant 30 ans, savant reconnu à son époque, la seigneurie de Corcondray est très importante[réf. nécessaire].
Ce site castral a été ruiné au printemps 1477 par les troupes de Louis XI venues soumettre les Franche-Comté.
En 1584, il était réduit à être utilisé comme poulailler ![réf. nécessaire]

## Politique et administration

### Rattachements administratifs et électoraux
La commune se trouve dans l'arrondissement de Besançon du département du Doubs. Pour l'élection des députés, elle fait partie depuis 1986 de la première circonscription du Doubs.
Elle faisait partie depuis 1801 du canton d'Audeux. Dans le cadre du redécoupage cantonal de 2014 en France, la commune est désormais rattachée au canton de Saint-Vit.

### Intercommunalité
La commune était membre de la petite communauté de communes du val Saint-Vitois, créée fin 2001.
Dans le cadre des dispositions de la loi portant nouvelle organisation territoriale de la République (Loi NOTRe) du 7 août 2015, qui prévoit que les établissements publics de coopération intercommunale (EPCI) à fiscalité propre doivent avoir un minimum de 15 000 habitants (et 5 000 habitants en zone de montagnes), le préfet du Doubs a arrêté le nouveau schéma départemental de coopération intercommunale (SDCI) qui prévoit notamment l'éclatement de cette communauté de communes et le rattachement de certaines de ses communes à la communauté de communes du Val marnaysien, d'autres à Grand Besançon Métropole, et deux, enfin, à la communauté de communes Loue-Lison
C'est ainsi que la commune est membre depuis le 1er janvier 2017 de la communauté de communes du Val marnaysien.

### Liste des maires
| Période                                  | Période                     | Identité                                     | Étiquette | Qualité                                 |
| ---------------------------------------- | --------------------------- | -------------------------------------------- | --------- | --------------------------------------- |
| Les données manquantes sont à compléter. |                             |                                              |           |                                         |
| mars 2001                                | En cours (au 1er juin 2020) | Daniel Pouret Réélu pour le mandat 2020-2026 | DVG       | Retraité Réélu pour le mandat 2014-2020 |

## Démographie
L'évolution du nombre d'habitants est connue à travers les recensements de la population effectués dans la commune depuis 1793. Pour les communes de moins de 10 000 habitants, une enquête de recensement portant sur toute la population est réalisée tous les cinq ans, les populations de référence des années intermédiaires étant quant à elles estimées par interpolation ou extrapolation. Pour la commune, le premier recensement exhaustif entrant dans le cadre du nouveau dispositif a été réalisé en 2006.

En 2022, la commune comptait 146 habitants, en évolution de +1,39 % par rapport à 2016 (Doubs : +1,88 %, France hors Mayotte : +2,11 %).
| 1793 | 1800 | 1806 | 1821 | 1831 | 1836 | 1841 | 1846 | 1851 |
| ---- | ---- | ---- | ---- | ---- | ---- | ---- | ---- | ---- |
| 180  | 220  | 267  | 204  | 219  | 235  | 221  | 198  | 198  |

| 1856 | 1861 | 1866 | 1872 | 1876 | 1881 | 1886 | 1891 | 1896 |
| ---- | ---- | ---- | ---- | ---- | ---- | ---- | ---- | ---- |
| 177  | 169  | 179  | 159  | 183  | 151  | 153  | 139  | 128  |

| 1901 | 1906 | 1911 | 1921 | 1926 | 1931 | 1936 | 1946 | 1954 |
| ---- | ---- | ---- | ---- | ---- | ---- | ---- | ---- | ---- |
| 132  | 133  | 104  | 102  | 116  | 119  | 118  | 103  | 97   |

| 1962 | 1968 | 1975 | 1982 | 1990 | 1999 | 2006 | 2011 | 2016 |
| ---- | ---- | ---- | ---- | ---- | ---- | ---- | ---- | ---- |
| 96   | 102  | 108  | 118  | 127  | 130  | 120  | 130  | 144  |

| 2021 | 2022 | - | - | - | - | - | - | - |
| ---- | ---- | - | - | - | - | - | - | - |
| 145  | 146  | - | - | - | - | - | - | - |

## Culture locale et patrimoine

### Lieux et monuments

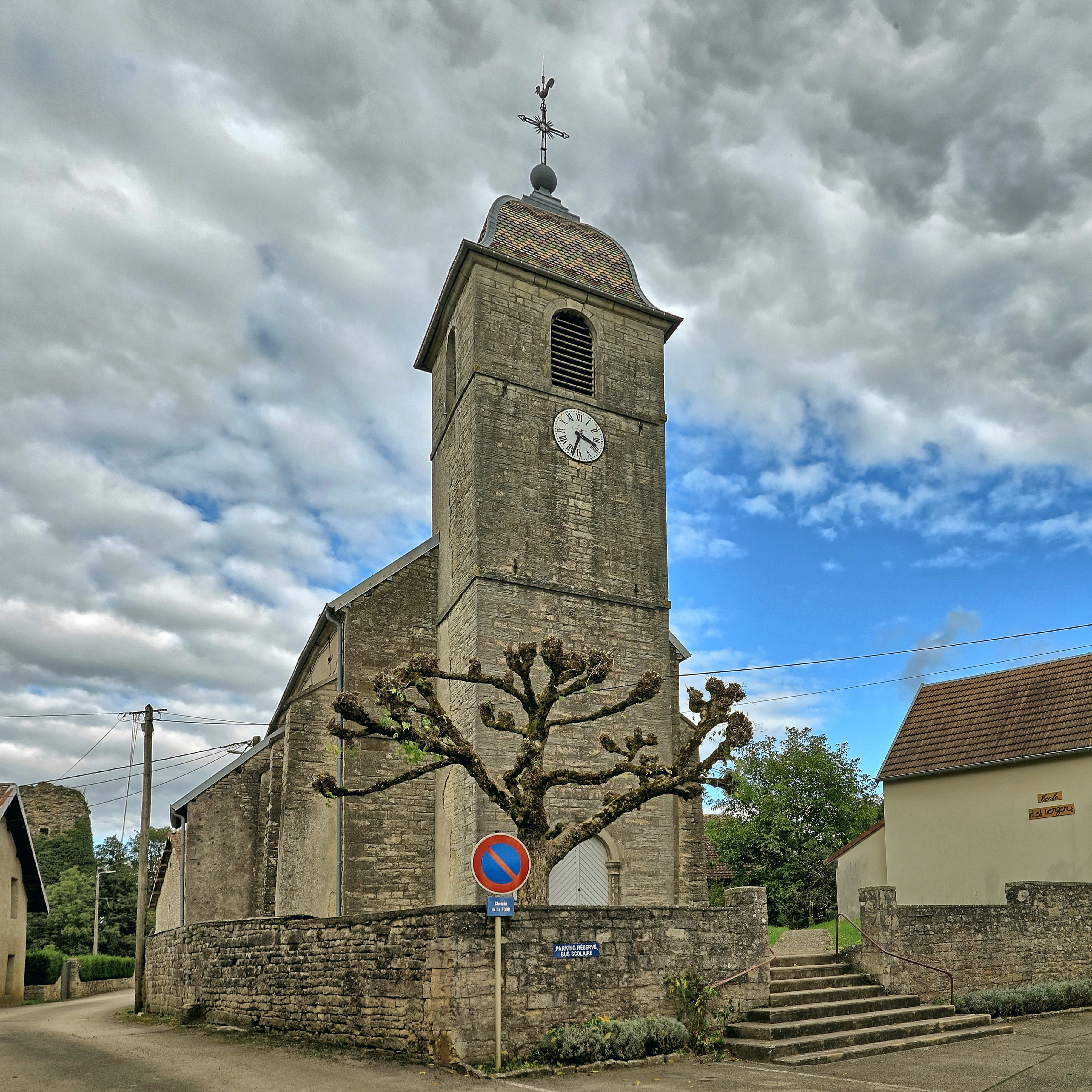
L'église.

- Château de Corcondray, inscrit Monument Historique en 1932.

Une première enceinte protégée par un fossé enserrait une basse-cour et était située à l'avant du château à proprement parler. Le château était constitué d'une enceinte dominée par une haute tour de quatre étages, constituant le donjon. Ce dernier commandait l'unique accès à la forteresse constitué d'une belle et grande porte ceintrée.
- Église Saint-Pierre et Saint-Paul.

### Personnalités liées à la commune
La famille dite "de Corcondray" est issue des sires et seigneurs de Montferrand-le-Château. Ils portaient comme armes : d'azur au lion d'or couronné de même.